# Вількейми
Вількейми (пол. Wilkiejmy, нім. Walkeim) — село в Польщі, у гміні Єзьорани Ольштинського повіту Вармінсько-Мазурського воєводства.
Населення — 288 осіб (2011).
У 1975-1998 роках село належало до Ольштинського воєводства.

## Демографія
Демографічна структура станом на 31 березня 2011 року:
|          | Загалом | Допрацездатний вік | Працездатний вік | Постпрацездатний вік |
| -------- | ------- | ------------------ | ---------------- | -------------------- |
| Чоловіки | 138     | 31                 | 98               | 9                    |
| Жінки    | 150     | 27                 | 97               | 26                   |
| Разом    | 288     | 58                 | 195              | 35                   |